# 982 (numero)
Novecentottantadue (982) è il numero naturale dopo il 981 e prima del 983.

## Proprietà matematiche
- È un numero pari.
- È un numero composto con 4 divisori: 1, 2, 491, 982. Poiché la somma dei suoi divisori (escluso il numero stesso) è 494 < 982, è un numero difettivo.
- È un numero semiprimo.
- È un numero omirpimes.
- È un numero difettivo.
- È un numero intoccabile.
- È un numero odioso.
- È un numero intero privo di quadrati.
- È parte della terna pitagorica (982, 241080, 241082).

## Astronomia
- 982 Franklina è un asteroide della fascia principale del sistema solare.
- NGC 982 è una galassia spirale della costellazione dell'Andromeda.

## Astronautica
- Cosmos 982 è un satellite artificiale russo.